# أزرق مباشر رقم 1
الأزرق المباشر رقم 1 (بالإنجليزية: Direct Blue 1)‏ عبارة عن مركب عضوي صيغته الكيميائية C34H28N6O16S4، يستخدم كصبغة.